# 神臍小捲毛 超未來
《神臍小捲毛 超未來》（英語：Steven Universe Future）是由芮貝卡·薛格為卡通頻道創作的美國動畫劇集，作為2013至2019年原作《史帝芬宇宙》及2019年續作動畫電影《神臍小捲毛 電影大劇場》的後續篇章。該劇於2019年12月7日首播，並於2020年3月27日完結。
本作聚焦於《神臍小捲毛》事件結束後的故事。隨著水晶寶石與母星寶石之間的戰爭結束，寶石人與人類達成和諧共存。劇情中，史蒂芬面臨鑽石威脅解除及被腐化寶石恢復正常後的平靜生活。然而，日常生活中的新挑戰接踵而至，史蒂芬也開始思考自己的未來目標。
與原作相似，《神臍小捲毛 超未來》獲得了高度讚譽。其角色設計、音樂、配音、角色塑造及LGBT主題的表現，均受到一致好評。特別是本作針對原作中的部分爭議點進行補充，並選擇聚焦於主線高潮結束後的餘波。劇集通過史蒂芬的心理創傷經歷，提升了對心理健康議題的關注。該劇因此獲得2020年黃金時段艾美獎最佳短篇動畫節目提名。

## 概要
《神臍小捲毛 超未來》的故事設定於《神臍小捲毛 電影大劇場》之後，而該電影的時間線發生於《神臍小捲毛》最終回〈Change Your Mind〉兩年後。在〈Change Your Mind〉中，少年主角史蒂芬成功說服鑽石家族——統治星際寶石帝國的勢力停止壓迫性的帝國主義行徑，並治癒了那些威脅地球的被腐化寶石。如今，史蒂芬與家人及朋友——宇宙保衛隊的成員們共同在地球上建造了一個名為「小家園」的社區，使人類與寶石能和諧共存。史蒂芬將精力投入於邀請寶石加入「小學堂」，幫助那些尚未找到自己新定位的寶石探索未來。
該劇集描繪了史蒂芬在日常生活中努力幫助寶石找到新目標的過程，同時也展現了他在新生活中面臨的失落感。他意識到，並非所有問題都能解決；在成功解放寶石人後，他對未來感到迷茫。史蒂芬還需面對舊敵復仇的威脅，嘗試掌控一種自己尚未完全理解的新力量，並接受挑戰，最終決定屬於自己的未來。

### 主角
- 查克·卡利森（英语：Zach Callison） 飾 史帝芬·宇宙（Steven Universe）、怪物史帝芬、洋蔥、仙人掌史帝芬和叮噹歌手
- 艾絲黛兒 飾 石榴石（Garnet）
- 米凱拉·迪耶茲 飾演紫水晶（Amethyst）和其他石英寶石人
- 德迪·馬尼諾（英语：Deedee Magno Hall） 飾 珍珠（Pearl）、粉紅珍珠/排球、貝殼、布蘭迪什、巨珍珠和茄子珍珠

### 配角
- 湯姆·沙普林（英语：Tom Scharpling） 飾 葛瑞格·宇宙（Greg Universe）
- 葛瑞絲·羅萊克（英语：Grace Rolek） 飾 康妮·馬赫許華倫（Connie Maheswaran）
- 查琳·易（英语：Charlyne Yi） 飾 紅寶石（Ruby）、眼球和其他紅寶石
- 艾瑞卡·盧崔（英语：Erica Luttrell） 飾 藍寶石（Sapphire）
- 珍妮佛‧佩滋（英语：Jennifer Paz） 飾 青金石（Lapis Lazuli）和其他青金石
- 雪倫比·蕾貝拉（英语：Shelby Rabara） 飾 橄欖石（Peridot）
- 米莉安·A·海曼（英语：Miriam A. Hyman） 飾 鉍晶（Bismuth）
- 金佰利·布魯克斯（英语：Kimberly Brooks） 飾 碧玉（Jasper）和其他石英寶石人
- 莎拉·史蒂爾斯（英语：Sarah Stiles） 飾 尖晶石（Spinel）
- 克里斯蒂娜·埃伯索尔 飾 白鑽石（White Diamond）
- 帕蒂·卢波内 飾 黃鑽石（Yellow Diamond）
- 麗莎·漢尼根 飾 藍鑽石（Blue Diamond）
- 米歇爾瑪麗克 飾 拉利瑪（Larimar）
- 迪·布萊德利·貝克 飾 獅子（Lion）

### 客演
- 烏佐·阿杜巴 飾演 鉍晶和khadijah
- 馬修·摩伊 飾 拉爾斯（Lars Barriga）
- 凱特-米庫奇（英语：Kate Micucci） 飾 珊蒂·米勒（Sadie Miller）
- 芮內根・高曼茲－普瑞斯頓（英语：Reagan Gomez-Preston） 飾 珍妮·披薩（Jenny Pizza）
- 布萊恩·波塞恩（英语：Brian Posehn） 飾 酸奶油（Sour Cream）
- 瑪麗·伊莉莎白·麥格林（英语：Mary Elizabeth McGlynn） 飾 普里卡·馬赫許華倫（Priyanka Maheswaran）
- 拉馬爾·艾布拉姆斯 飾 Wy-Six、Jaime 和 Daniel
- 印度·摩爾（英语：Indya Moore） 飾 謝普（Shep）
- 強尼·霍克斯 飾 羅德里戈（Rodrigo）和餅乾貓（Cookie Cat）
- 瑪麗芙·赫靈頓（英语：Marieve Herington） 飾 茉莉（Jasmine）
- 塔哈尼·安德森 飾 派翠西亞（Patricia）
- 伊恩·瓊斯-夸特（英语：Ian Jones-Quartey） 飾 雪花黑曜石
- 娜塔莎·雷昂 飾 煙晶（Smoky Quartz）
- 阿拉斯泰爾·詹姆斯 飾 彩虹石英 2.0（Rainbow Quartz 2.0）
- 肖尼夸·山戴 飾 太陽石（sunstone）
- 克里斯汀·佩迪（英语：Christine Pedi） 飾 冬青瑪瑙（Holly Blue Agate）
- 德拉薩巴 飾 海藍寶石（Aquamarine）
- 拉里薩·加拉格爾 飾 藍鳥石青（Bluebird Azurite）
- 克里斯·賈伊亞·歷克斯 飾 德魯狗（Drew the Dog）和播音員
- 杰梅奈·克莱门特 飾 凱利·穆恩比姆（Kerry Moonbeam）[3]

此外使用了蘇珊·伊根為玫瑰石英/粉鑽石的檔案語音。

## 集數
| 集數 | 標題                       | 動畫導演                                   | 劇本與分鏡版                           | 首播日期       | 製作 代碼 | U.S.收視人數 （百萬） |
| ---- | -------------------------- | ------------------------------------------ | -------------------------------------- | -------------- | --------- | --------------------- |
| 1    | Little Homeschool          | Haesung Park                               | Drew Green & Paul Villeco              | 2019年12月7日  | 001       | 0.81                  |
| 2    | Guidance                   | Ki-Yong Bae & Jin-Hee Park                 | Aaron Austin & Amish Kumar             | 2019年12月7日  | 002       | 0.80                  |
| 3    | Rose Buds                  | Seungwook Shin, Sangun Jeon & Sangman Park | Lamar Abrams & 亞當·穆托               | 2019年12月7日  | 003       | 0.84                  |
| 4    | Volleyball                 | Ki-Yong Bae & Eun-Ok Choi                  | Etienne Guignard & Maya Petersen       | 2019年12月7日  | 004       | 0.76                  |
| 5    | Bluebird                   | Ki-Yong Bae & Jin-Hee Park                 | Lamar Abrams & Miki Brewster           | 2019年12月14日 | 005       | 0.71                  |
| 6    | A Very Special Episode     | Seungwook Shin, Sangun Jeon & Sangman Park | Aaron Austin & Amish Kumar             | 2019年12月14日 | 006       | 0.71                  |
| 7    | Snow Day                   | Haesung Park                               | Etienne Guignard & Maya Petersen       | 2019年12月21日 | 007       | 0.72                  |
| 8    | Why So Blue?               | Seungwook Shin, Sangun Jeon & Sangman Park | Warren Fok, Joe Johnston & Amish Kumar | 2019年12月21日 | 008       | 0.67                  |
| 9    | Little Graduation          | Ki-Yong Bae & Eun-Ok Choi                  | Drew Green & Paul Villeco              | 2019年12月28日 | 009       | 0.41                  |
| 10   | Prickly Pair               | Haesung Park                               | Drew Green & Paul Villeco              | 2019年12月28日 | 010       | 0.49                  |
| 11   | In Dreams                  | Seungwook Shin, Sangun Jeon & Sangman Park | Etienne Guignard & Maya Petersen       | 2020年3月6日   | 011       | 0.54                  |
| 12   | Bismuth Casual             | Ki-Yong Bae & Jin-Hee Park                 | Lamar Abrams & Miki Brewster           | 2020年3月6日   | 012       | 0.52                  |
| 13   | Together Forever           | Ki-Yong Bae & Choi Eunok                   | Etienne Guignard & Maya Petersen       | 2020年3月13日  | 013       | 0.57                  |
| 14   | Growing Pains              | Ki-Yong Bae & Park Jinhui                  | Drew Green & Paul Villeco              | 2020年3月13日  | 014       | 0.55                  |
| 15   | Mr. Universe               | Ki-Yong Bae & Eunok Choi                   | Warren Fok, Joe Johnston & Amish Kumar | 2020年3月20日  | 015       | 0.50                  |
| 16   | Fragments                  | Haesung Park                               | Lamar Abrams & Miki Brewster           | 2020年3月20日  | 016       | 0.52                  |
| 17   | Homeworld Bound (Part 1)   | Ki-Yong Bae & Choi Eunok                   | Drew Green & Paul Villeco              | 2020年3月27日  | 017       | 0.69                  |
| 18   | Everything's Fine (Part 2) | Seungwook Shin, Sangun Jeon & Sangman Park | Amish Kumar & Maya Petersen            | 2020年3月27日  | 018       | 0.71                  |
| 19   | I Am My Monster (Part 3)   | Haesung Park                               | Etienne Guignard & Miki Brewster       | 2020年3月27日  | 019       | 0.80                  |
| 20   | The Future (Part 4)        | Ki-Yong Bae & Jinhui Park                  | Lamar Abrams & Miki Brewster           | 2020年3月27日  | 020       | 0.74                  |

## 製作
根據芮貝卡·薛格的說法，當她在2016年得知《神臍小捲毛》將在第五季結束後被取消時，她說服卡通頻道允許她製作後續電影《神臍小捲毛：電影》。當卡通頻道批准電影時，他們也批准了額外的一季劇集，這些劇集可用於促進電影的宣傳；26集中的6集用來延伸原系列的第五季以結束故事，其餘的20集則成為《神臍小捲毛 超未來》。
2022年4月，系列編劇凱特·曾（Kate Tsang、曾參與《探險活寶：遙遠的秘境》）表示，在這部系列中，她能夠寫出她「想要看到的東西」。她還提到，這部作品具有「心靈」和樂觀的情感，這些情感也融入了她在2022年拍攝的電影《Marvelous and the Black Hole》中。據說，這部系列幫助曾在進行改編時的思考方式。

### 音樂
《神臍小捲毛 超未來》的開場曲是從《神臍小捲毛 電影大劇場》中的歌曲《Happily Ever After》改編而來，取代了原系列中的《We Are the Crystal Gems》。該節目的主要配音演員曾演唱原系列的開場曲和《Happily Ever After》，並在此次參與了此歌曲的演唱，此次開場曲亦加入了其他角色的配音。

### LGBTQ
如同其前作一樣，本系列中有許多關於酷兒和非二元性別的表現。
珊蒂的交往對象Shep是一位有色人種，使用包括单数they/他們代詞的性別中性语言，並且由非二元性別的演員印度·摩爾配音。 與史蒂芬妮（Stevonnie）不同，Shep是該劇中的第一位完全是人類的非二元角色。許多評論認為這可能意味著珊蒂並非異性戀。Den of Geek指出：「異性戀者顯然可以與非二元人約會，但…Sadie很可能是酷兒，這太棒了。」
在《排球》中，粉珍珠（暱稱「排球」）回憶起與粉鑽石的浪漫往事，珍珠嘲笑說：「看來有人還心存舊情」，暗示粉珍珠與已故的粉鑽石仍有浪漫情感。然而，後來揭示粉鑽石曾對粉珍珠進行虐待，造成無法修復的心理創傷，這些創傷在粉珍珠的外貌中以頭部傷害的形式表現出來。在《Bismuth Casual》中，鉍晶間接表達了她對珍珠的好感。 這兩個角色都呈現女性化特徵並使用女性代名詞，但與所有寶石一樣，儘管有些資料認為所有寶石都是非二元的，因為它們是「無性別的有情感外星人」。
。
2020年，該劇的分鏡師瑪雅·彼得森（Maya Peterson）表示，橄欖石對融合不感興趣是為了表現無性戀和無浪漫情感主義，儘管彼得森對自己僅是該劇的次要創作者表示保留。在此之前（及之後），粉絲們曾將橄欖石與其他角色配對。宣布橄欖石是無性戀/無浪漫情感主義者一事讓許多粉絲感到高興。然而彼得森表示，劇組並未討論橄欖石是否可能是自閉症患者，儘管這是個可能性，且許多粉絲認為橄欖石可能屬於自閉症光譜。當芮貝卡·薛格被提問橄欖石是否可能是自閉症患者時，她表示，她不認為任何寶石人具有神經典型性，並且她很高興自閉症觀眾能夠與橄欖石產生共鳴。

## 發行
在《未來篇》宣布之前，薛格和《神臍小捲毛》的創作團隊對是否會有第六季保持沉默，讓粉絲對該系列的未來感到不確定，有些人認為《電影》會是史蒂芬故事的結局；在2019年10月的紐約動漫展上，薛格確認《神臍小捲毛》不會有第六季，但宣布了《神臍小捲毛 超未來》，並與觀眾分享了該迷你影集的開場。一些媒體錯誤解讀此消息，將其視為第六季的確認，並將《未來篇》視為一個簡單的副標題。
該劇的官方簡介是：「在拯救宇宙之後，史蒂芬仍在解決每一個未解決的問題。但當他無法再解決他人的問題時，他將最終面對自己的問題。」
《神臍小捲毛 超未來》於2019年12月7日在卡通頻道首播。2019年12月23日，該劇在卡通頻道英國首播。

### 家庭媒體
2020年12月8日，該劇的所有20集與原系列和電影一起，在《神臍小捲毛：完整合集》DVD中發行。

## 評價
《神臍小捲毛 超未來》獲得評論家的高度讚譽。與原作系列及《神臍小捲毛 電影大劇場》相同，其角色刻畫、主題、動畫表現、配音、音樂及對LGBT群體的呈現均受到廣泛好評。尤其是《未來篇》以嶄新的方式探索了過去已發展的主題，並以聚焦主線故事後的小規模影響的非傳統手法而受到稱讚。評論者指出，《未來篇》解決了許多粉絲和評論家對原作系列的疑慮，例如角色問題過於簡單地解決，以及對所有反派的全面救贖等。
/Film的Caroline Cao 稱《神臍小捲毛 超未來》是一部「關於創傷、療癒與生存的混亂而美麗的故事」。她表示：「薛格與其團隊是動畫界的視覺極限大師，通過靈活且富有創意的融合隱喻，將情感和主題推向極致，並揭示了生存創傷的艱難真相。」她讚揚了對史蒂芬幫助他人問題的探索，指出：「史蒂芬不斷面臨『不自量力』的教訓。他渴望治癒所有人和所有事，但卻常常力不從心，有時甚至會造成破壞。在《未來篇》中，史蒂芬需要面對自己所創造的新世界秩序，以及母親過去對他未來的陰影。此外，他的新力量也因憤怒和不安全感而顯現。《未來篇》傳遞了關於受害者與生還者團結的深刻信息，對孩子和成人都有啟發意義。」
《The Mary Sue》稱《未來篇》為「精彩之作」，讚賞其「令人驚艷的敘事」及「美麗的動畫」，並指出《未來篇》繼續成為「電視上最具多元化的作品之一」，展現了包括非二元角色在內的多樣性。漫画书资源网的Reuben Baron則稱讚本系列挑戰了史蒂芬的救世心態，認為前四集清晰地發展出一條主題脈絡。「它拾起了原作系列的遺留問題，努力解決對史蒂芬這一角色的批評，同時未背離整部作品的核心理念。」
在《Den of Geek》的評論中，Shamus Kelley 提到「Bluebird」一集中，《未來篇》終於處理了許多人對系列的批評。他指出：「儘管《神臍小捲毛》宣揚愛是答案，並試圖與所有人交好，但總會讓人感覺一切解決得太過簡單。這次，藍水晶和紅寶石直言厭惡史蒂芬，表明並非所有人都願意改變或學會愛。這是對現實的承認，也展現了並非所有人都會成為朋友。」
《Gizmodo》的Charles Pulliam-Moore對《未來篇》進一步建立粉鑽石/玫瑰石英為「十年內最具爭議的反派」表示高度讚賞。他指出：「當《未來篇》揭示了粉珍珠（‘排球’）的面部裂痕由何而來時，也說明了其他鑽石為何不願滿足粉鑽石的要求。她不僅僅是缺乏經驗，而是危險且難以控制，經常讓她的力量肆意妄為，傷害他人…… 粉鑽石留下的遺產是長久的悲傷，許多寶石人仍未從中釋懷，仍處於哀悼之中，而這痛苦似乎遙遙無期。」
根據評論匯總網站爛番茄的數據，《神臍小捲毛 超未來》的七篇影評均給予正面評價，平均分為10/10。

### 榮譽
| 年份   | 獎項                 | 類別               | 提名 | 結果 | 參考   |
| ------ | -------------------- | ------------------ | --- | ---- | ------ |
| 2020   | 第72屆黃金時段艾美獎 | 優秀短篇動畫節目   | Jennifer Pelphrey, 布萊恩·A·米勒, 羅布·索爾徹、Tramm Wigzell、芮貝卡·薛格、Kat Morris、Alonso Ramirez Ramos、傑基·布斯卡里諾、Lamar Abrams、Miki Brewster、Jack Pendarvis、Kate Tsang、Taneka Stotts、Joe Johnston、Hilary Florido、Nick DeMayo、Maureen Mlynarczyk和Sarah Gencarelli(第16集 "Fragments") | 提名 | [ 50 ] |
| 2021年 | 第32屆GLAAD媒體獎    | 傑出兒童與家庭節目 | 《神臍小捲毛》 | 提名 | [ 51 ] |

## 未來
芮貝卡·薛格已確認《神臍小捲毛》系列已正式完結，現階段沒有相關續作或新企劃正在開發。然而，她也透露未來故事仍有可能存在。薛格表示：「這個故事仍在螢幕外延續，我也知道接下來會發生什麼……但我需要考慮如何以及何時去探索這些內容，或者是否應該讓他們保有自己的隱私。」
在接受《Fast Company》訪問時，薛格表達了對這個世界與角色的濃厚興趣：「我當然有興趣繼續與這些角色共度更多時間。不過《神臍小捲毛》的核心是圍繞史蒂芬這個角色，而我希望能讓他有時間去療癒。」她補充說：「我也希望把這段時間留給我的團隊。所以未來會發生什麼我還不確定。我有一些想法，但我會先花一點時間重新審視一切，然後再考慮如何展開。」
當被《TVLine》詢問是否有後續計畫時，薛格作出了類似的回應：「我熱愛這些角色與這個世界，並且對《未來篇》之後的時間線有一些自己的推測。但至少現在，我想給角色們一些時間和空間，也給自己一點喘息的機會。」
2023年11月，薛格再次提到對可能復活這部作品的期待，並表示如果公眾需求足夠強烈，她會考慮重新回歸這個系列。她說：「我熱愛這些角色，也熱愛這個世界，我非常希望能回到其中。如果大家和我有同樣的感受，也許我會有機會再次創作一些相關的內容。」

### 註解
1. ↑  該集於2020年3月23日在卡通網路應用程式和網站上首次發布。
2. ↑  適用於符合資格年份播出的《未來》劇集

### 來源
1. ↑  McLean, Thomas J. . Animation Magazine. 2012-09-11. （原始内容存档于2014-11-02）.
2. ↑  . emmys.com.   [2020-07-28]. （原始内容存档于2020-07-28）.
3. ↑  Bishop, Rollin. . ComicBook.com. 2020-03-23  [2025-01-21]. （原始内容存档于2025-01-26） （美国英语）.
4. 1 2  . Zap2it.   [2020-12-23]. （原始内容存档于2021-06-27）.
5. 1 2  . The Futon Critic.
6. ↑  .   [2022-11-30]. （原始内容存档于2022-11-30）.
7. 1 2 3 4  Mitch Metcalf. . Showbuzz Daily. 2019-12-10  [2019-12-10]. （原始内容存档于2019-12-10）.
8. 1 2  Mitch Metcalf. . Showbuzz Daily. 2019-12-17  [2019-12-17]. （原始内容存档于2019-12-17）.
9. 1 2  Mitch Metcalf. . Showbuzz Daily. 2019-12-24  [2019-12-24]. （原始内容存档于2019-12-24）.
10. 1 2  Mitch Metcalf. . Showbuzz Daily. 2019-12-31  [2019-12-31]. （原始内容存档于2019-12-31）.
11. 1 2  Mitch Metcalf. . Showbuzz Daily. 2020-03-09  [2020-03-09]. （原始内容存档于2020-03-11）.
12. 1 2  Mitch Metcalf. . Showbuzz Daily. 2020-03-16  [2020-03-16]. （原始内容存档于2020-03-17）.
13. 1 2  Mitch Metcalf. . Showbuzz Daily. 2020-03-23  [2020-03-23]. （原始内容存档于2020-03-23）.
14. 1 2 3 4  Mitch Metcalf. . Showbuzz Daily. 2020-03-30  [2020-03-30]. （原始内容存档于2020-03-31）.
15. ↑  Robinson, Tasha. . Polygon. 2020-03-27  [2020-03-29]. （原始内容存档于2020-03-28）.
16. ↑  Radulovic, Petrana. . Polygon. 2022-04-19. （原始内容存档于2022-04-22）.
17. 1 2  . Apple Music.   [2019-08-24]. （原始内容存档于2019-09-03）.
18. 1 2  . Tidal (service). 2019-09-02  [2019-09-30]. （原始内容存档于2019-09-30）.
19. 1 2 3  Radulovic, Petrana. . Polygon. 2019-10-04  [2019-10-04]. （原始内容存档于2019-10-06）.
20. ↑  . Gizmodo. 2019-10-04  [2020-01-08]. （原始内容存档于2019-12-11）.
21. 1 2  Kelley, Shamus. . Den of Geek. 2019-12-19  [2020-04-21]. （原始内容存档于2020-04-22）.
22. 1 2  Kushwah, Rajeev Anand. . Feminism In India. 2021-02-24  [2022-07-02]. （原始内容存档于2022-09-28） （英国英语）.
23. ↑  Street, Mikelle. . Out (magazine). 2019-12-30  [2019-12-30]. （原始内容存档于2019-12-30）.
24. 1 2 3  . ScreenRant. 2022-06-09  [2022-07-02]. （原始内容存档于2022-07-02） （美国英语）.
25. ↑  Maizels, Nathan. . Collider. 2022-06-19  [2022-07-02]. （原始内容存档于2022-07-02） （美国英语）.
26. ↑  Maldonado, Adrian. . The Montclarion. 2019-12-11  [2022-07-02]. （原始内容存档于2022-05-22） （美国英语）.
27. ↑  . Den of Geek. 2019-12-08  [2022-07-02]. （原始内容存档于2022-07-02） （美国英语）.
28. ↑  . Observer. 2020-03-06  [2022-07-02]. （原始内容存档于2022-07-02） （美国英语）.
29. ↑  Cao, Caroline. . SlashFilm.com. 2019-12-12  [2022-07-02]. （原始内容存档于2022-07-02） （美国英语）.
30. ↑  Kelley, Shamus. . Den of Geek. 2020-03-07  [2025-01-21]. （原始内容存档于2020-07-10） （美国英语）.
31. ↑  . Den of Geek. 2020-03-07  [2022-07-02]. （原始内容存档于2021-05-14） （美国英语）.
32. ↑  Zachary, Brandon. . CBR. 2020-03-11  [2022-07-02]. （原始内容存档于2022-07-02） （美国英语）.
33. ↑  Peterson, Maya [@rrn_tweet].  (推文). 2020-03-10  [2020-04-05]. （原始内容存档于2020-05-15） –Twitter.
34. ↑  Peterson, Maya [@rrn_tweet].  (推文). 2020-03-11  [2020-04-05]. （原始内容存档于2020-05-15） –Twitter.
35. ↑  Peterson, Maya [@rr_tweet].  (推文). 2020-03-11  [2020-04-05]. （原始内容存档于2020-05-15） –Twitter.  In response to the question "Since that's Peridot's send off, could you plz confirm if Peridot really is coded autistic as many fans have interpreted?"
36. ↑  Baron, Reuben. . 漫画书资源网. 2020-03-14  [2020-04-05]. （原始内容存档于2020-03-15）.
37. ↑  Cassidy, Eve. . CBR. Valnet Inc. 2020-03-29  [2023-01-05]. （原始内容存档于2021-01-03）.
38. ↑  Cao, Caroline. . SlashFilm. 2019-10-05  [2020-01-07]. （原始内容存档于2019-10-07）.
39. ↑  . TheWrap. 2019-10-04  [2020-01-08]. （原始内容存档于2019-12-08）.
40. ↑  . 洛杉磯時報. 2019-10-04  [2020-01-08]. （原始内容存档于2019-11-27）.
41. ↑  Bishop, Rollin. . ComicBook. 2019-11-20  [2019-11-20]. （原始内容存档于2019-11-20）.
42. ↑  . RegularCapital/Digiguide.   [2019-12-04]. （原始内容存档于2019-12-04）.
43. ↑  . Cartoon Network. 2020-12-08  [2020-12-20]. （原始内容存档于2020-12-08） –Twitter.
44. ↑  . /Film. 2019-12-12  [2020-01-08]. （原始内容存档于2019-12-29）.
45. ↑  . The Mary Sue. 2020-01-03  [2020-01-08]. （原始内容存档于2020-01-04）.
46. ↑  Baron, Reuben. . 漫画书资源网. 2019-12-09  [2020-01-08]. （原始内容存档于2019-12-28）.
47. ↑  Kelley, Shamus. . Den of Geek. 2019-12-14  [2020-01-08]. （原始内容存档于2019-12-16）.
48. ↑  . The Mary Sue. 2019-12-31  [2020-01-08]. （原始内容存档于2020-01-09）.
49. ↑  . Rotten Tomatoes.   [2022-04-21]. （原始内容存档于2024-12-03）.
50. ↑  Low, Elaine. . Variety. 2020-07-28  [2020-07-28]. （原始内容存档于2020-07-28）.
51. ↑  Gardner, Chris. . The Hollywood Reporter. PMRC. 2021-04-08  [2021-07-02]. （原始内容存档于2021-07-09）.
52. ↑  Robinson, Tasha. . Polygon. 2020-03-27  [2020-03-27]. （原始内容存档于2020-03-28）.
53. ↑  Ifeanyi, K. C. . Fast Company. 2020-03-31  [2020-04-03]. （原始内容存档于2020-04-02） （美国英语）.
54. ↑  Swift, Andy. . TVLine. 2020-03-27  [2020-04-24]. （原始内容存档于2020-04-16） （英语）.
55. ↑  Zee, Michaela. . Variety. 2023-11-04  [2023-11-04]. （原始内容存档于2023-11-20）.

## 外部連結
- 互联网电影数据库（IMDb）上《神臍小捲毛 超未來》的资料（英文）